# إليوشن دي بي-3
إليوشن دي بي-3 (بالإنجليزية: Ilyushin DB-3)‏ هي قاذفة قنابل أنتجت في 1936. من صناعة إليوشن. كان أول طيران لها في 1935. صنع منها 1,528 طائرة.

## المستخدمون
- القوات الجوية السوفيتية
- القوات الجوية الفنلندية